# Max Geilinger
Max Geilinger (* 30. September 1884 in Zürich; † 11. Juni 1948 in Saint-Maurice VS) war ein Schweizer Jurist und Schriftsteller.

## Leben und Schaffen
Max Geilinger, Sohn eines Zürcher Seidenkaufmanns, studierte Jurisprudenz in Kiel, Salzburg und Zürich und schloss 1908 mit der Promotion ab. Von 1917 bis 1930 arbeitete er als Chef des Zürcher Passbüros. Danach lebte er als freier Schriftsteller in Zürich.
Geilinger war in erster Linie als Verfasser von Gedichten bekannt; mit seinen Kurzdramen hingegen fand er kaum Beachtung. Im Zentrum seiner Natur- und Liebeslyrik standen die Rose – und seine Frau, die gebürtige Britin Frances Dalton (1884–1961), mit der er zahlreiche Übersetzungen englischer Dichtung verfasste. Nach ihrem Tod wurde in Zürich die Max Geilinger-Stiftung zur Pflege des Werks und zur Förderung des englisch-schweizerischen Kulturaustausches gegründet.
Der Nachlass Geilingers mit Materialien zum Werk, Briefen, Bildern, Zeitungsausschnitten und Akten der Max Geilinger-Stiftung befindet sich in der Handschriftenabteilung der Zentralbibliothek Zürich.

## Werke

### Lyrik
- Schwarze Schmetterlinge. Ein poetisches Tagebuch. Rascher, Zürich 1910
- Der Weg ins Weite. Rascher, Zürich 1919
- Der grosse Rhythmus. Seldwyla, Zürich 1923
- Rauschende Brunnen. Orell Füssli, Zürich 1925
- Träumer zwischen Blüten. Münster-Presse, Horgen/Leipzig 1928
- Sonnette der goldenen Rose. Rascher, Zürich 1932
- Klassischer Frühling. Rascher, Zürich 1934
- Wanderglaube. Rascher, Zürich 1937
- Im Angedenken. Rascher, Zürich 1938
- Der vergessne Garten. Francke, Bern 1943
- Vom grossen Einklang. Artemis, Zürich 1946
- Die schönsten Rosen (ill. v. Pia Roshardt): Hallwag (Orbis pictus 2), Bern 1947
- Genesung. Classen, Zürich 1948

### Dramen
- Heiden und Helden. Ein Schauspiel in 7 Bildern. Volksverlag, Elgg 1937
- Das Spiel vom Paracelsus. In 3 Akten. Rascher, Zürich 1938
- Süßkind vom Trimberg, ein Minnesänger. Dreiakter. Rascher, Zürich 1939
- Der weinende Fels. Ein Märchenspiel vom Genfersee. Rascher, Zürich 1940
- Der Weg zur Circe. Ein Phantasiespiel in 6 Bildern. Volksverlag, Elgg 1940
- Wir wollen Barabbas. Ein Passionsspiel. Volksverlag, Elgg 1940
- Die rote Kapelle. Ein Zweiakter mit einem Nachspiel. Volksverlag, Elgg 1941
- Jürgen Wullenwever, Bürgermeister zu Lübeck. Ein Schauspiel. Volksverlag, Elgg 1942

### Sonstiges
- Wandertage in England. Büchergilde Gutenberg, Zürich 1946
- Von lyrischer Dichtkunst. Betrachtungen. Nachwort von Traugott Vogel. Rascher, Zürich 1951

### Herausgeber / Übersetzer
- Altgriechische Lyrik. Bakchylides und Pindar auf Grund von Übersetzungen in zeitgemäßer Kürzung. Privatdruck, Zürich 1937
- Kleon von Robert Browning. Johannespresse, Zürich 1936
- Chinesische Gedichte in Vierzeilern aus der T’ang-Zeit. Rascher, Zürich 1944
- Minnesangs Frühling in der Schweiz. Rascher, Zürich 1945
- Englische Dichtung. Huber, Frauenfeld 1945
- Manhattan und Illinois. Amerikanische Lyrik von Walt Whitman und Vachel Lindsay. Bühl, Herrliberg 1947

### Werkausgabe
- Alfred A. Häsler (Hg.): Max Geilinger – Leben und Werk, 2 Bände, Zürich 1967
  - Band 1: Leben und Werk, Briefe, Prosa
  - Band 2: Gedichte, Übersetzungen, Dramatisches